# Cynanchum africanum
Cynanchum africanum là một loài thực vật có hoa trong họ La bố ma. Loài này được (L.) Hoffmanns. mô tả khoa học đầu tiên năm 1824.